# Слейтер (лунный кратер)
Кратер Сле́йтер (лат. Slater) — небольшой ударный кратер в районе Южного полюса Луны. Название дано в честь американского планетолога Дэвида Чарльза Слейтера (1957—2011) и утверждено Международным астрономическим союзом 4 мая 2015 г.

## Описание кратера
Ближайшими соседями кратера являются кратер Фаустини примыкающий к нему на западе; кратер Амундсен на северо-западе; кратер Вихерт на северо-востоке; кратер Свердруп на юго-востоке и кратер Шеклтон на юге. Селенографические координаты центра кратера 88°05′ ю. ш. 111°17′ в. д. / 88,08° ю. ш. 111,29° в. д., диаметр 25.1 км.
Кратер имеет близкую к циркулярной форму с выступом в восточной части, умеренно разрушен. Вал кратера и его внутренний склон отмечены несколькими небольшими кратерами. Вследствие расположения у южного полюса Луны дно чаши кратера никогда не освещается лучами Солнца и не картографировано.

## Сателлитные кратеры
Отсутствуют.